# Соколів-Підляський
Соко́лів-Підля́ський, або просто Соколів (Соколув-Подляський, пол. Sokołów Podlaski) , (Своя мова: Соколово) — місто в східній Польщі, на річці Цетиня. Адміністративний центр Соколівського повіту Мазовецького воєводства.

## Історія
Ймовірно, території були населені русинами ще за часів Київської Русі. У в XVI столітті Соколів мав Поділ на «руське» та «ляцьке» місто. У місті мешкали численні русини. 1501 року вперше згадується православна церква в Соколові. Покровська церква спочатку діяла як православна, потім греко-католицька, потім знову православна.
 1872 року місцева греко-католицька парафія налічувала 1146 вірян. Місто тоді було центром деканату греко-католицької церкви, до якого належало 10 парафій.
У першій половині вересня 1939 року німці захопили Соколів, але вже 29 вересня за пактом Ріббентропа-Молотова передали його радянській 8-ій стрілецькій дивізії 23-го стрілецького корпусу. Однак Сталін обміняв Закерзоння на Литву і на початку жовтня СРСР передав Соколів німцям.

## Населення
Демографічна структура станом на 31 березня 2011 року:
|          | Загалом | Допрацездатний вік | Працездатний вік | Постпрацездатний вік |
| -------- | ------- | ------------------ | ---------------- | -------------------- |
| Чоловіки | 9022    | 1848               | 6313             | 861                  |
| Жінки    | 9774    | 1776               | 5994             | 2004                 |
| Разом    | 18796   | 3624               | 12307            | 2865                 |

## Відомі люди
- Якуб Кусьмерук[pl]
- Даніель Омеляньчук[pl]